# آرامگاه اعتماد الدوله

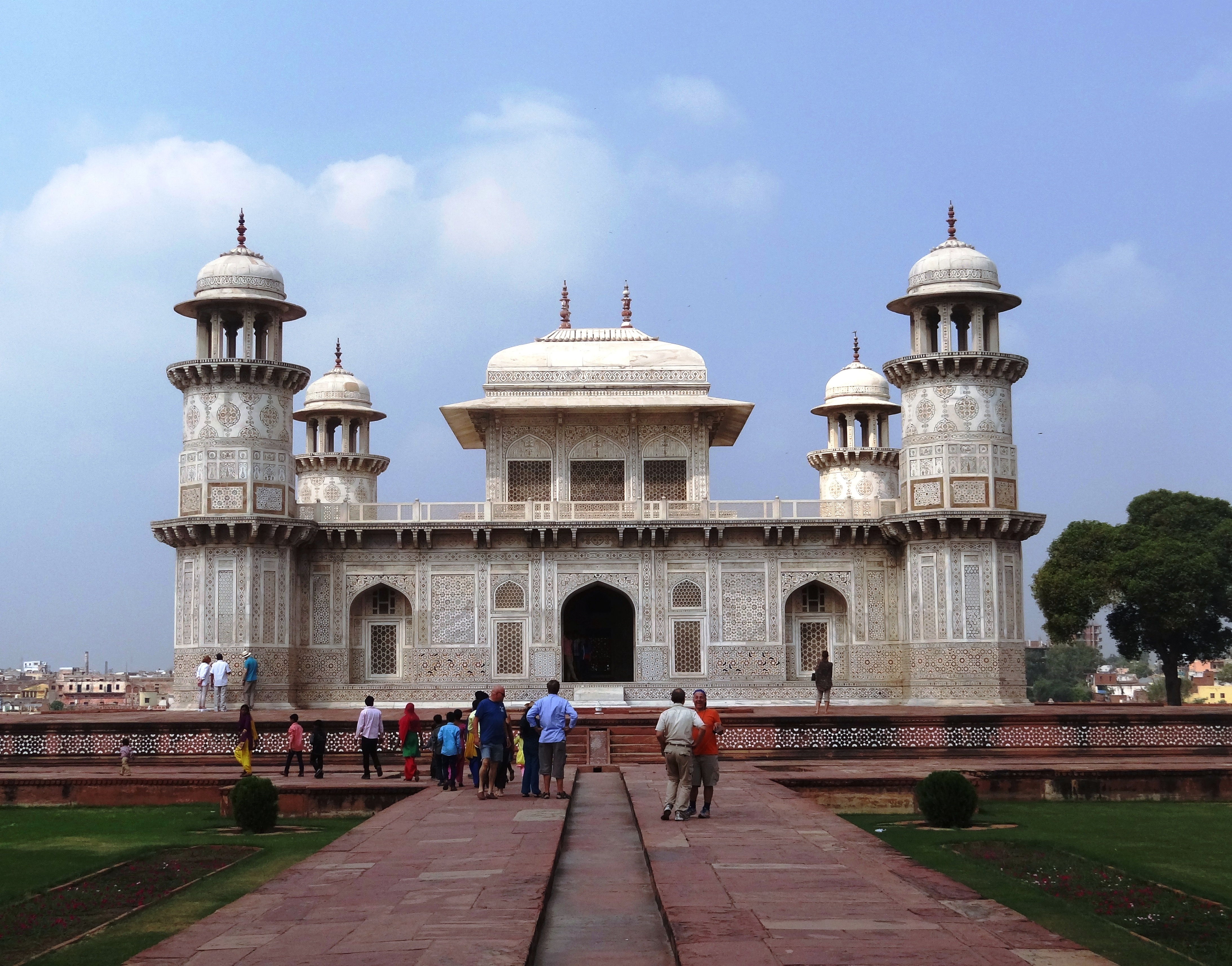
آرامگاه یادمانی مقبره اعتماد الدوله (نمای جلو)

مقبره اعتماد الدوله (I'timād-ud-Daulah Maqbara) یک مقبره امپراتوری گورکانی در شهر آگره در ایالت اوتار پرادش هند می باشد. آرامگاه اعتماد الدوله که اغلب به عنوان  "جعبه جواهر" و گاهی اوقات "باچا تاج" یا "بچه تاج" نامیده می‌شود و غالباً به عنوان طرح پیش نویس تاج محل در نظر گرفته می‌شود.
این سازه همراه با ساختمان اصلی از ساختمان‌ها و باغ‌های متعددی تشکیل شده است. این مقبره که بین سال‌های ۱۶۲۲ و ۱۶۲۸ ساخته شده است، نشان‌دهنده گذار بین فاز اول معماری تاریخی مغول - که عمدتاً از ماسه‌سنگ قرمز با تزئینات مرمر ساخته شده است، مانند آرامگاه همایون در دهلی و آرامگاه اکبر در سیکندرا - به مرحله دوم آن، بر اساس رنگ سفید است. سنگ مرمر و منبت کاری پیترا دورا که همانند تاج محل به زیبایی ساخته شده است.
این مقبره توسط نورجهان، همسر جهانگیرشاه، برای پدرش میرزا غیاث بیگ که اصالتاً امیر ایرانی در تبعید بود، ساخته شد و لقب اعتماد الدوله (ستون دولت) را به او داده بودند. . همچنین میرزا غیاث بیگ پدربزرگ ممتاز محل (با نام اصلی ارجمند بانو بیگم، دختر آصاف خان)، همسر امپراتور شاه جهان، مسئول ساخت تاج محل بود.

## مقبره

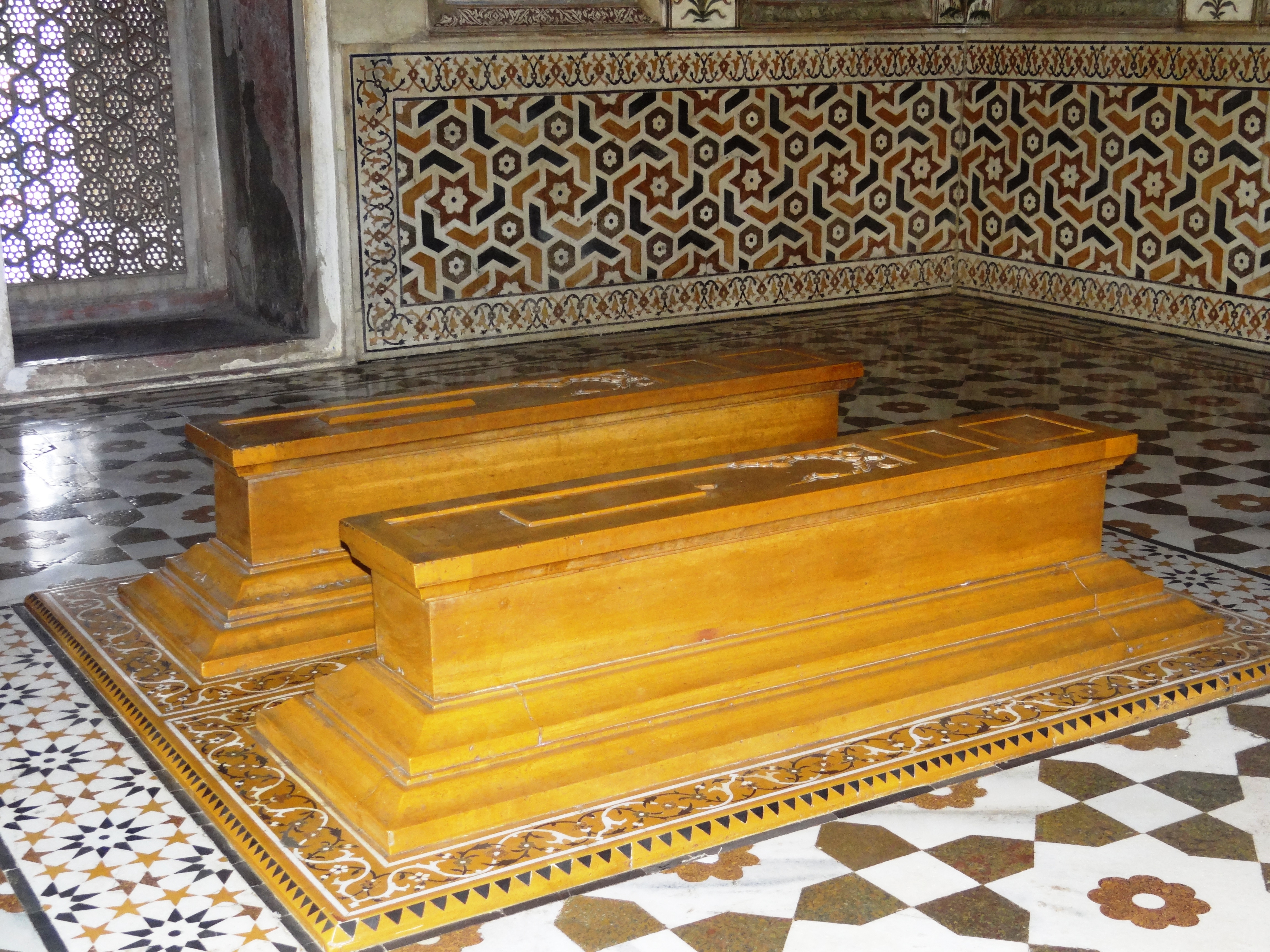
گورهای نمادین مقبره اعتماد الدوله

این مقبره که در کرانه شرقی رودخانه یامونا، در یک باغ بزرگ صلیبی شکل قرار دارد که مسیرهای آبی و گذرگاه‌ها از آن عبور می‌کند. بقعه حدود بیست و سه متر مربع است و بر پایه ای حدود پنجاه متر مربع و ارتفاع حدود یک متر ساخته شده است. در هر گوشه برج‌های هشت ضلعی به ارتفاع حدود سیزده متر قرار دارد.
دیوارها از سنگ مرمر سفید راجستان ساخته شده‌اند که با تزئینات سنگ‌های نیمه قیمتی پوشانده شده است. سنگ‌های قیمتی عقیق جگری، یشم، لاجورد، سنگ باباغوری و توپاز که به شکل تصاویر درختان سرو و بطری‌های شراب، یا تزئینات پیچیده‌تر مانند میوه‌های بریده شده یا گلدان‌های حاوی دسته گل ساخته شده است. نور از طریق پرده‌های ظریف شباک از سنگ مرمر سفید حکاکی شده به داخل نفوذ می‌کند. بسیاری تصور می‌کنند که دکوراسیون داخلی الهام گرفته از تاج محل است که توسط پسرخوانده او، حاکم مغول شاه جهان ساخته شده است.
بسیاری از نزدیکان نورجهان در این مقبره دفن شده‌اند. تنها عنصر نامتقارن کل مجموعه گور نمادین پدر و مادرش است که در کنار هم قرار گرفته‌اند، تشکیلاتی که در تاج محل تکرار شده است.

## تاریخچه
این آرامگاه میرزا غیاث بیگ و همسرش عصمت بیگم است. اهل ایران و در خدمت اکبر بود. وی پدر نورجهان معروف و پدربزرگ ممتاز محل با شهرت تاج محل بود. او پس از ازدواج نورجهان با جهانگیر در سال ۱۶۱۱ وزیر (نخست‌وزیر) شد. او دارای منصب ۷۰۰۰/۷۰۰۰ و عنوان: «اعتماد الدوله» (صاحب خزانه‌داری) بود. چند ماه پس از مرگ همسرش در آگرا در سال ۱۶۲۲ درگذشت. نور جهان این مقبره را بین سال‌های ۱۶۲۲ و ۱۶۲۸ برای والدینش ساخت. مقبره خودش و جهانگیر در لاهور است.
مقبره اعتماد الدوله شاهکاری از طبقات بدون گنبد مقبره مغولی است. این اولین ساختمانی است که با سنگ مرمر سفید به پایان رسیده است و مرحله انتقالی از سنگ قرمز به مرمر سفید، از آرامگاه اکبر سیکندرا تا تاج محل را نشان می‌دهد. این بنا منعکس کننده یک فرد مشهور ایرانی قدیمی که در اینجا دفن شده است و بیش از آن، شخصیت رسمی و زینتی سازنده آن نور جهان می‌باشد که به مدت ۱۶ سال (۲۷–۱۶۱۱) بر امپراتوری مغول از پشت پرده حکومت کرد.

## معماری

آرامگاه میرزا غیاث بیگ و عصمت بیگم

ین مقبره که در کرانه شرقی رودخانه یامونا قرار دارد، در مرکز یک چهار باغ (باغ چهار قسمتی) با دیوارهای محصور معمولی و ساختمان‌های جانبی طراحی شده است. بنا به موقعیت آن، دروازه اصلی در ضلع شرقی است. در وسط ضلع شمالی و جنوبی دروازه‌های زینتی با چمنزارهای برجسته ساخته شده است. یک غرفه تفریحی چند طبقه در ضلع غربی وجود دارد که مشرف به رودخانه است. این ساختمان‌ها از ماسه سنگ قرمز با طرح‌های برجسته منبت کاری شده در سنگ مرمر سفید هستند.
کانال‌های آب کم عمق، فرورفته در وسط مسیرهای سنگفرش برجسته، با مخازن و آبشارهای متناوب، باغ را به چهار قسمت مساوی تقسیم می‌کرد. آنها فقط اندکی از باغچه گلکاری بیرون آمده‌اند که می‌توانند به باغ گل تبدیل شوند. فضایی برای گیاهان و درختان بزرگ فقط در مجاورت دیوارهای محصور در نظر گرفته شده است و مقبره کاملاً برای مشاهده بازمی‌ماند.
مقبره اصلی از سنگ مرمر سفید به طرز شگفت‌انگیزی در مرکز باغ روی پایه ستونی از سنگ قرمز که در وسط هر ضلع، رو به طاق مرکزی، مخزن نیلوفر آبی با فواره قرار دارد. مقبره با پلان مربع شکل با برج‌های هشت ضلعی است که چتری بر روی آن قرار گرفته و به گوشه‌ها متصل شده است. هر نما دارای سه طاق نما است: طاق مرکزی که ورودی را تأمین می‌کند و دو طاق دیگر در طرفین توسط جلیس بسته می‌شود. هر ضلع توسط یک چجا و یک نرده جلی در بالای آن محافظت می‌شود. گنبدی وجود ندارد. در عوض، سقف بنا با برادری مربع شکل با سه دهانه قوسی در هر طرف است که به جز وسط ضلع شمالی و جنوبی، توسط جلیس بسته شده است.
مهم‌ترین ویژگی این مقبره تزیینات چند رنگی آن است. طرح‌های زیبای گل‌دار، تلطیف‌شده، نقش عربی اسلامی و هندسی در کل نمای بیرونی با تکنیک‌های خاتم کاری و معرق با رنگ‌ها و رنگ‌های دلپذیر مختلف به تصویر کشیده شده است. گلدان شراب، ظرف و پیاله، سرو، گل پیچ امین الدوله، گلدسته (دسته گل) و نقوش ایرانی دیگر از نمونه‌های هنر جهانگیر به‌طور تأکیدی به کار رفته است. برخی از ترکیب‌بندی‌ها از مطالعات گیاهی استاد منصور نقاش، نقاش معروف «جانوران و گیاهان» جهانگیر الهام گرفته شده است. برخی از طرح‌های تلطیف‌شده نیز به صورت حکاکی نفیس، اعم از حکاکی و برجسته انجام شده‌اند. آنها شبیه گلدوزی هستند که در عاج انجام می‌شود. ظرافت کیفیت آنهاست. گچ بری و نقاشی در فضای داخلی انجام شده است که در آن پیکرهای کوچک حیوان و انسان نیز به نمایش درآمده که با الهام از هنر معاصر نقاشی گرفته شده است. کاشی کاری لعابدار وجود ندارد و تزئینات عمدتاً با سنگ‌های رنگی است که یک پیشرفت بومی است. با فاصله زیاد، این بنا زیباترین تزئینات مغول است. سوره‌های ۴۸ و ۷۳ قرآن بر روی ۶۴ تابلوی اضلاع خارجی طبقه همکف حجاری شده است. تاریخ نگارش هجری قمری ۱۰۳۷/۱۶۲۷ در تابلوی آخر ذکر شده است. سوره ۶۷ قرآن بر روی ۱۲ تابلو داخلی غرفه فوقانی کتیبه شده است.

مقبره اعتماد الدوله

این آرامگاه توسط سازمان باستان‌شناسی هند محافظت می‌شود.

## نگارخانه

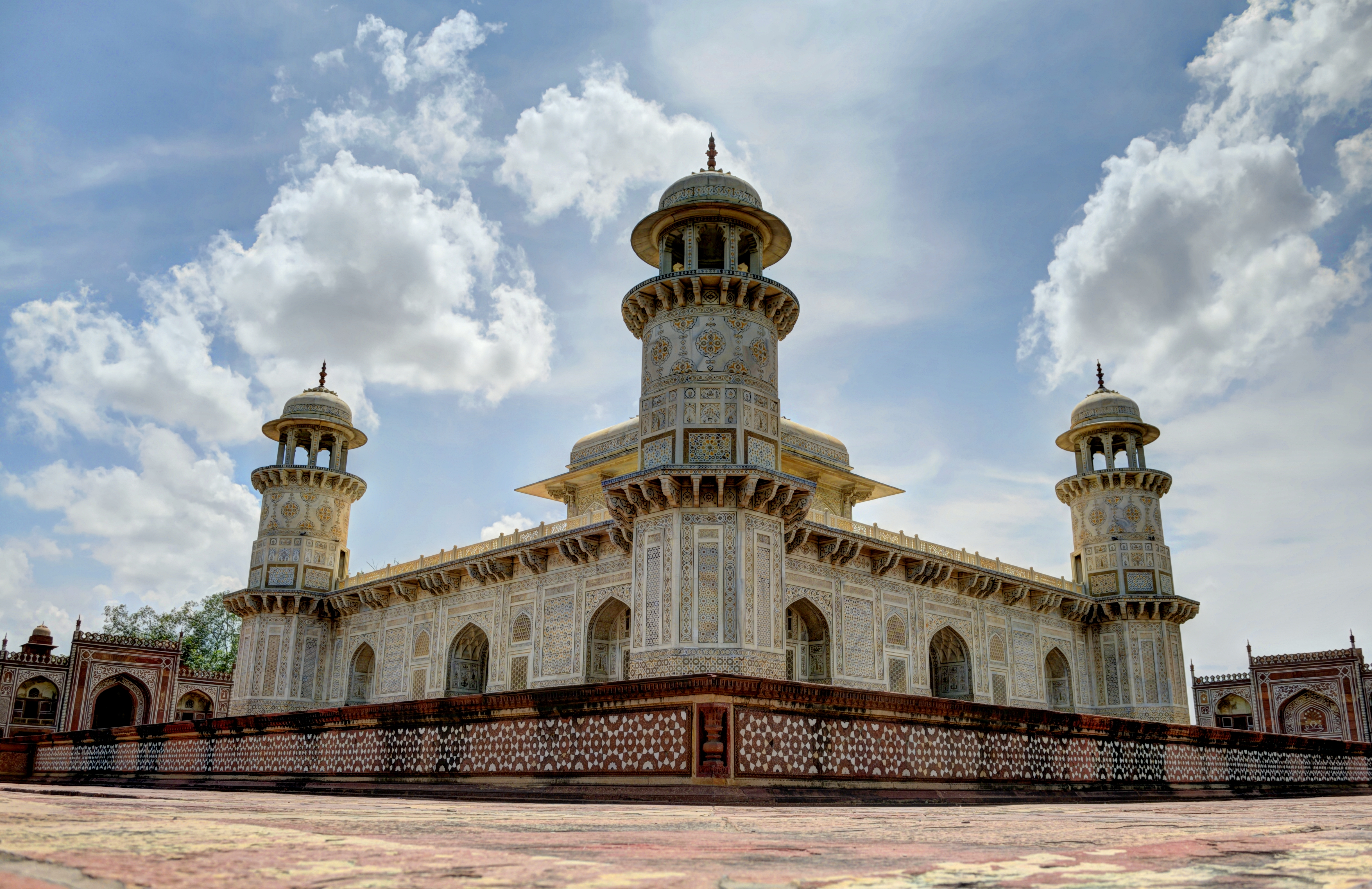
نمای گوشه
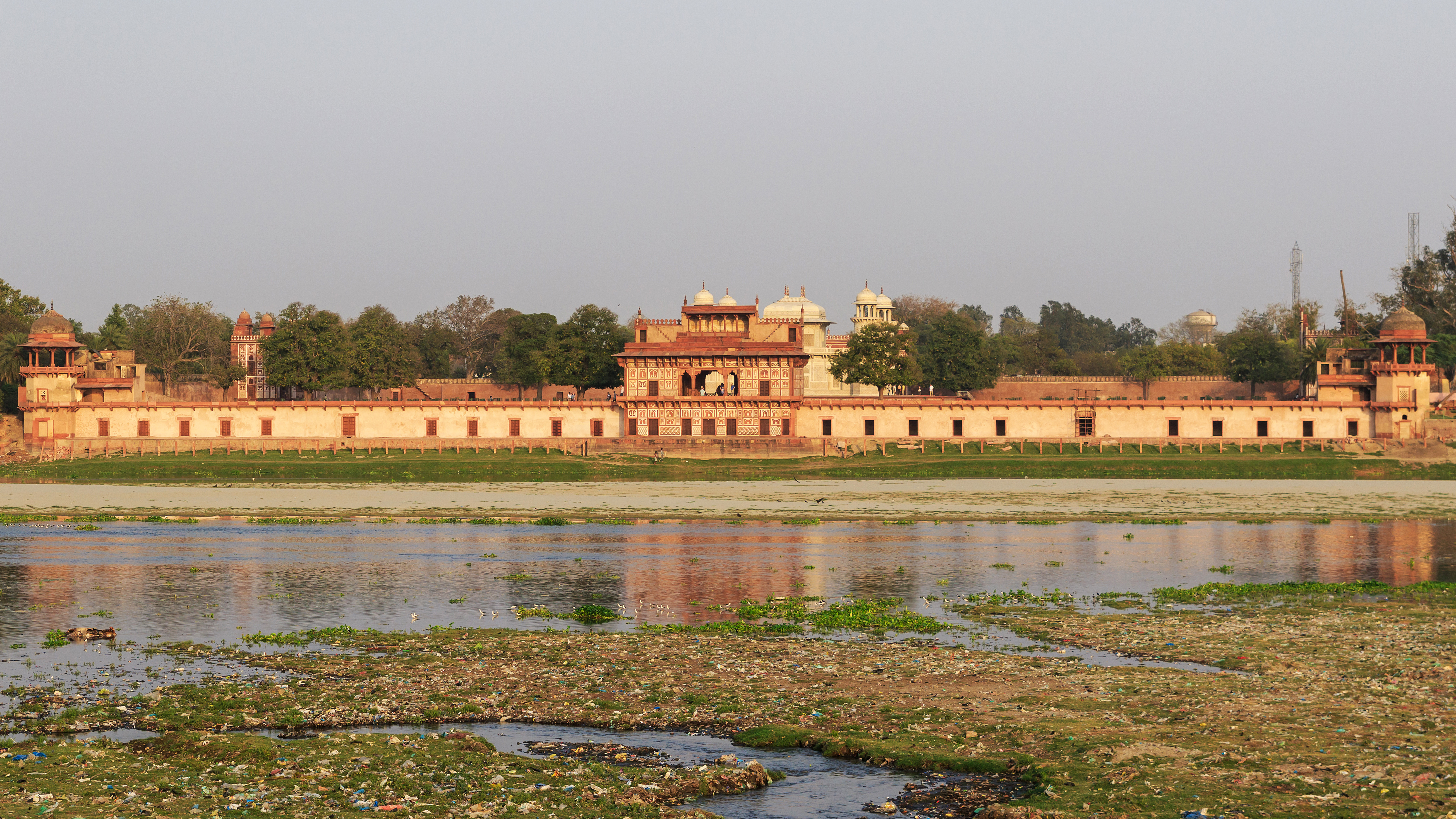
نمای کلی از رودخانه
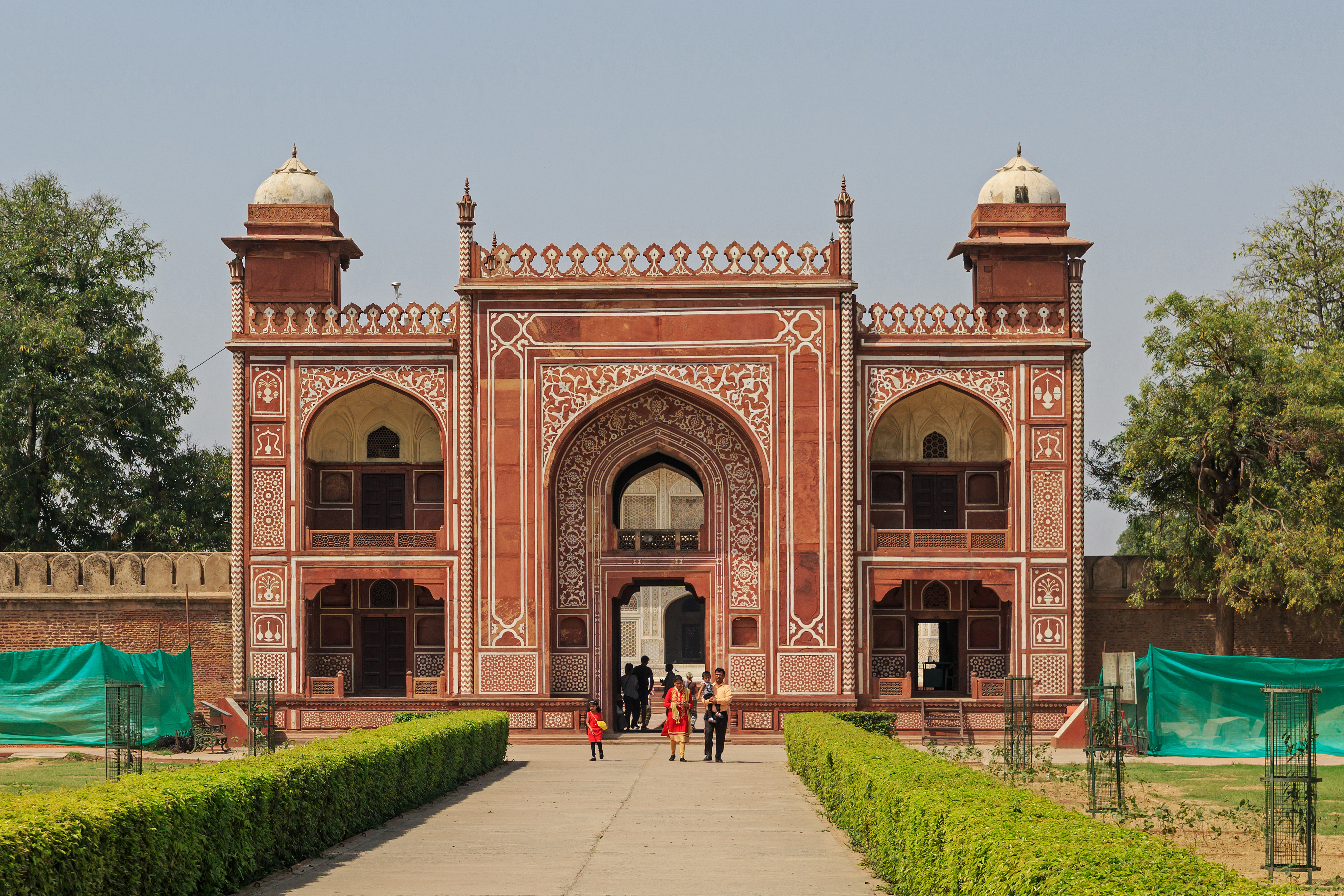
دروازه ورودی، نمای بیرون
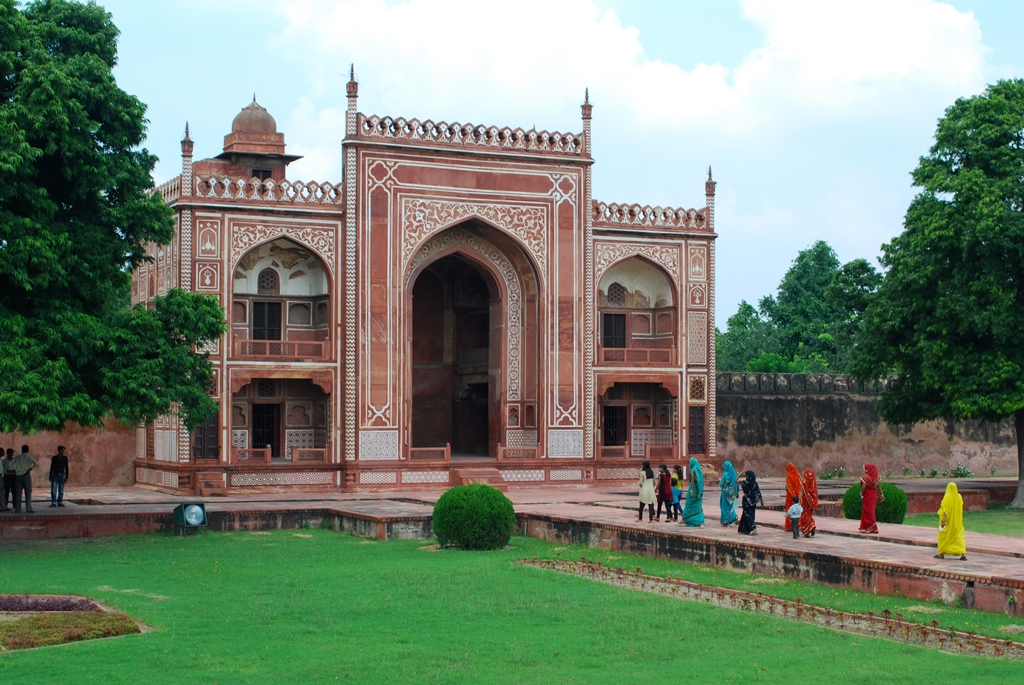
دروازه ورودی، نمای داخل
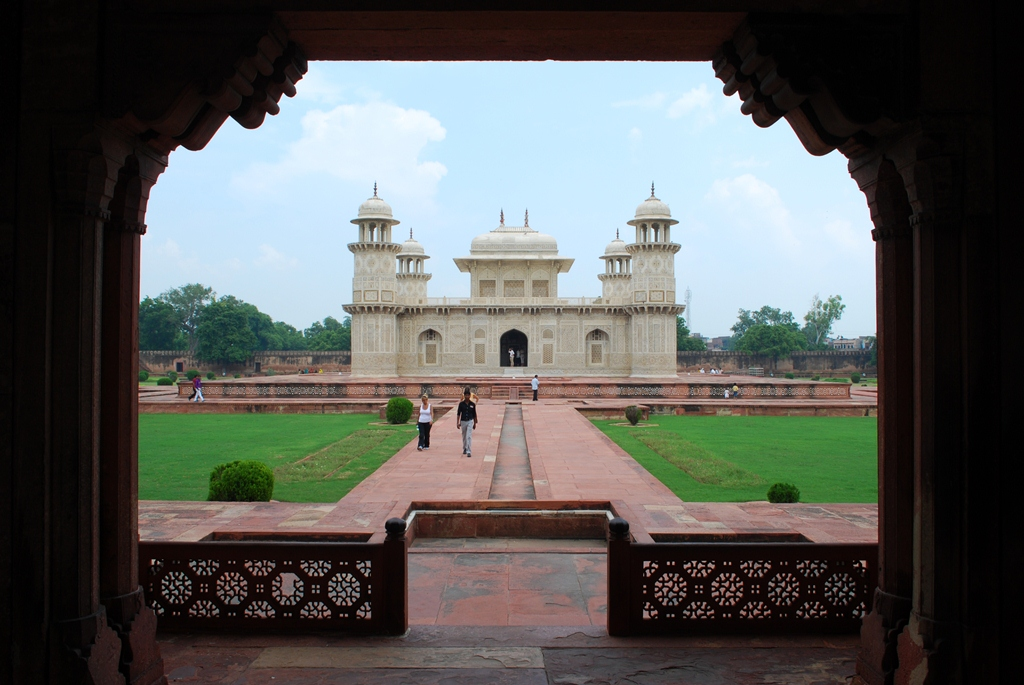
مقبره از دروازه دیده می‌شود
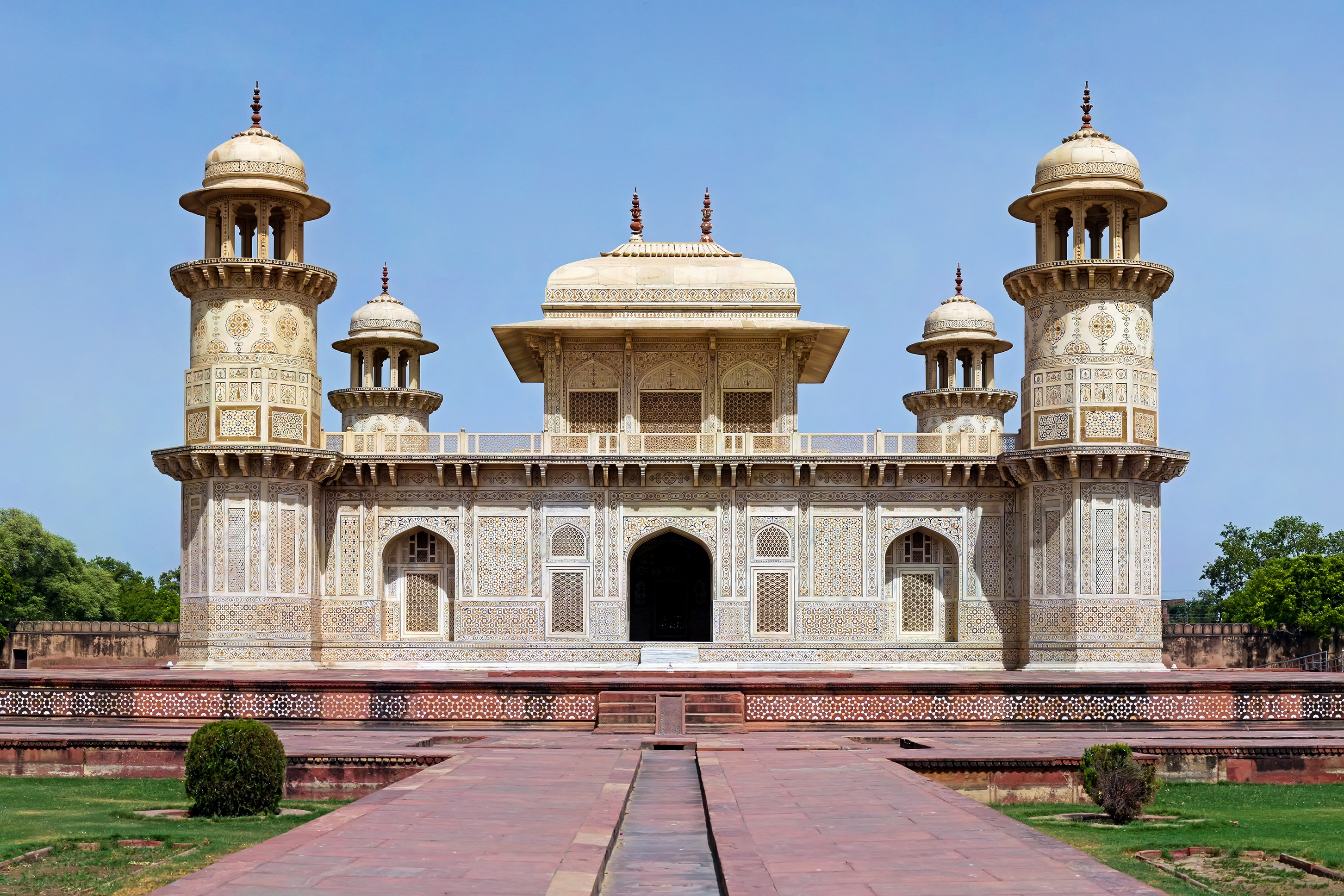
مقبره از سمت غرب
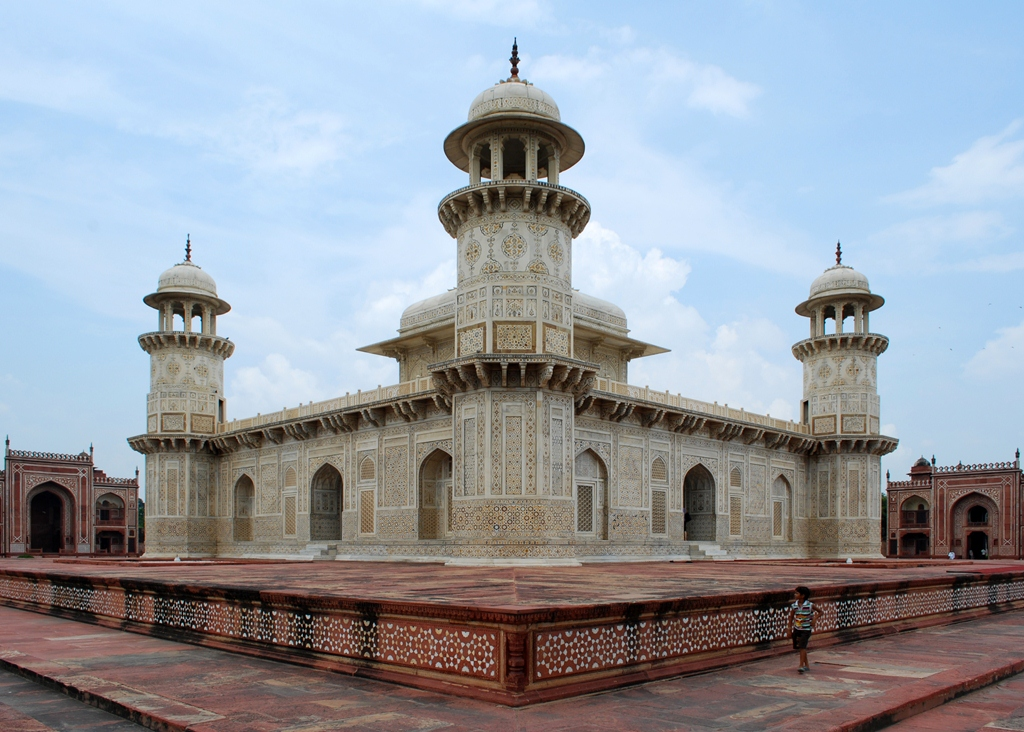
نمای گوشه
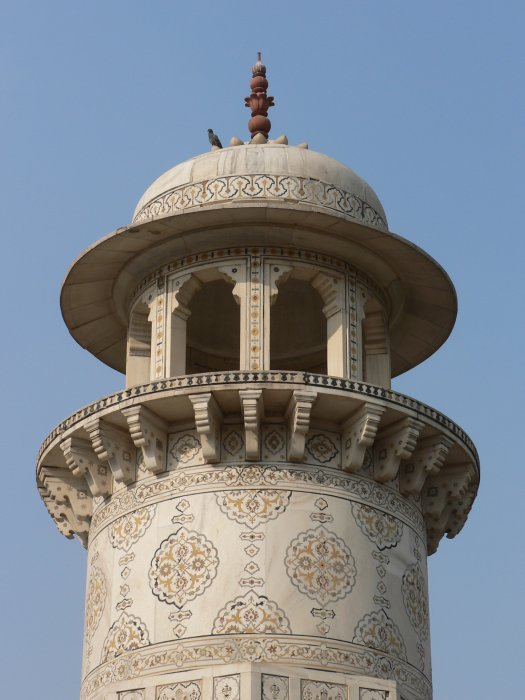
بالای مناره گنبدی شکل
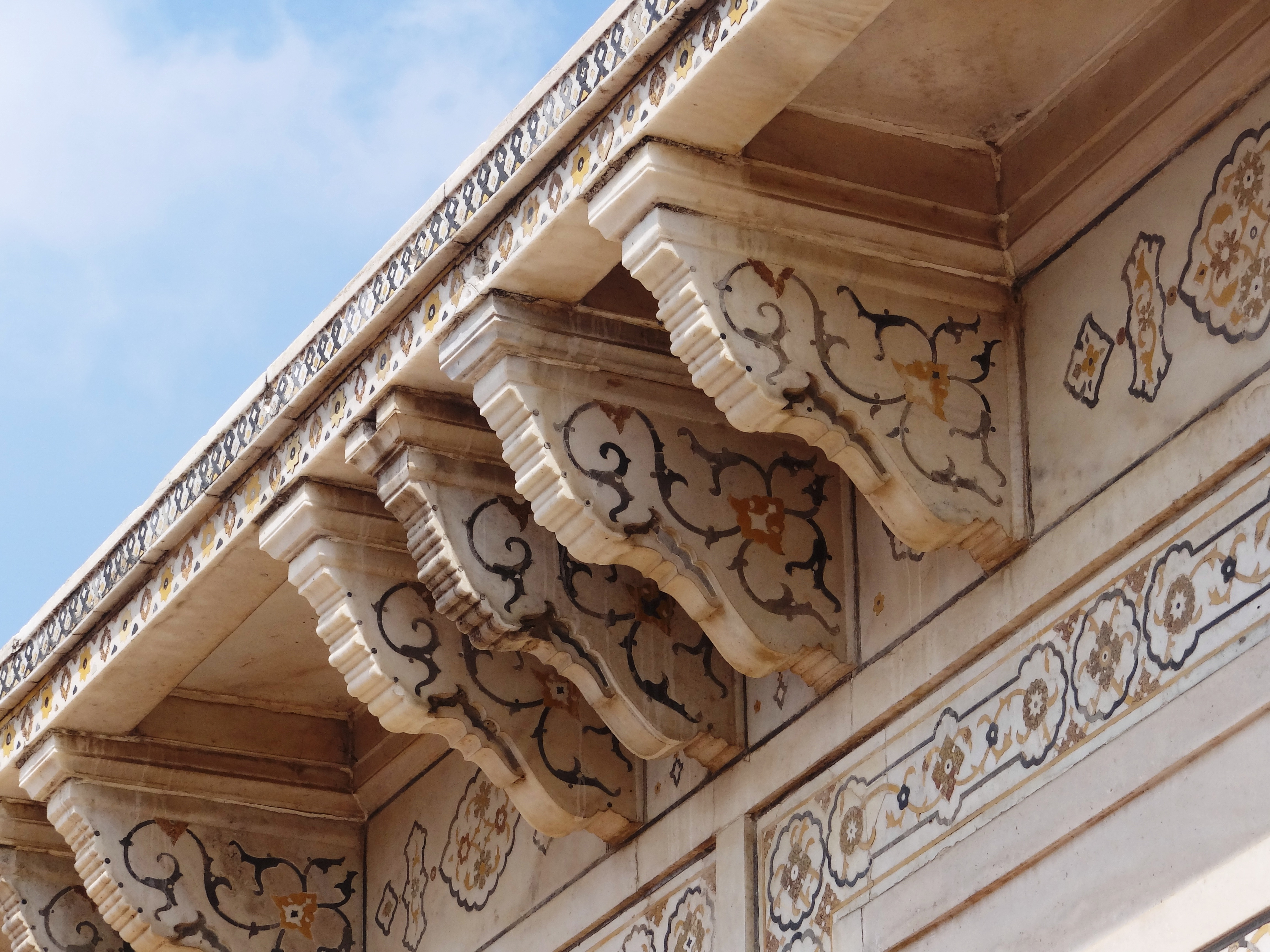
قرنیز و تکیه گاه، جزئیات
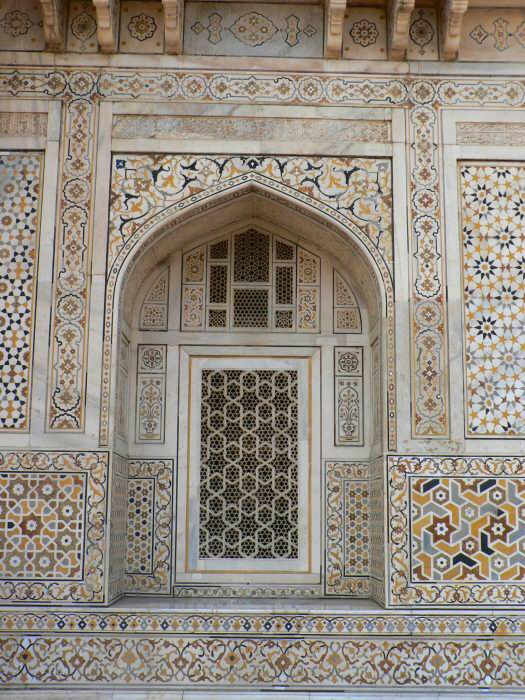
دیوار بیرونی، جزئیات با طاقچه
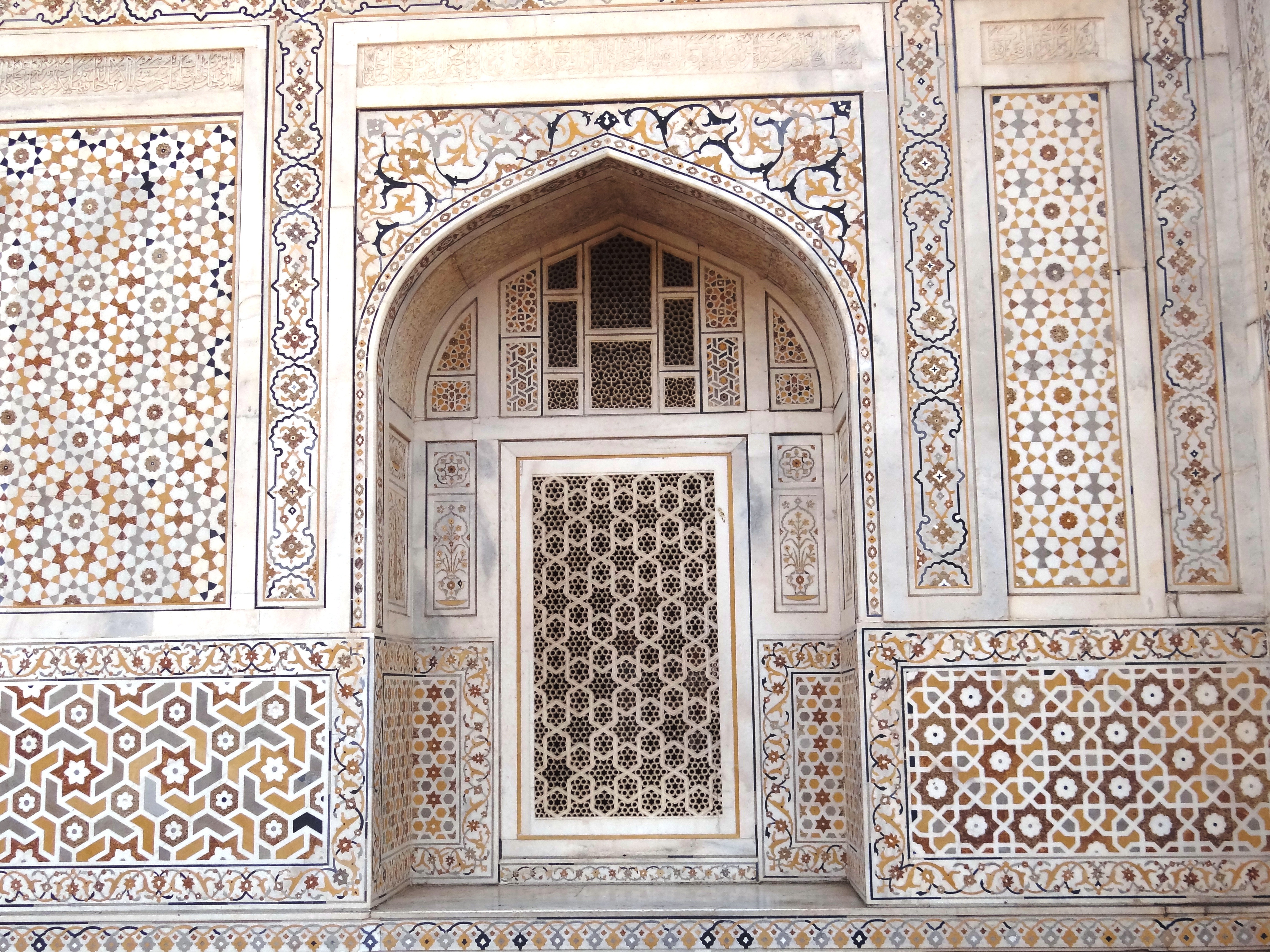
دیوار بیرونی، جزئیات با طاقچه
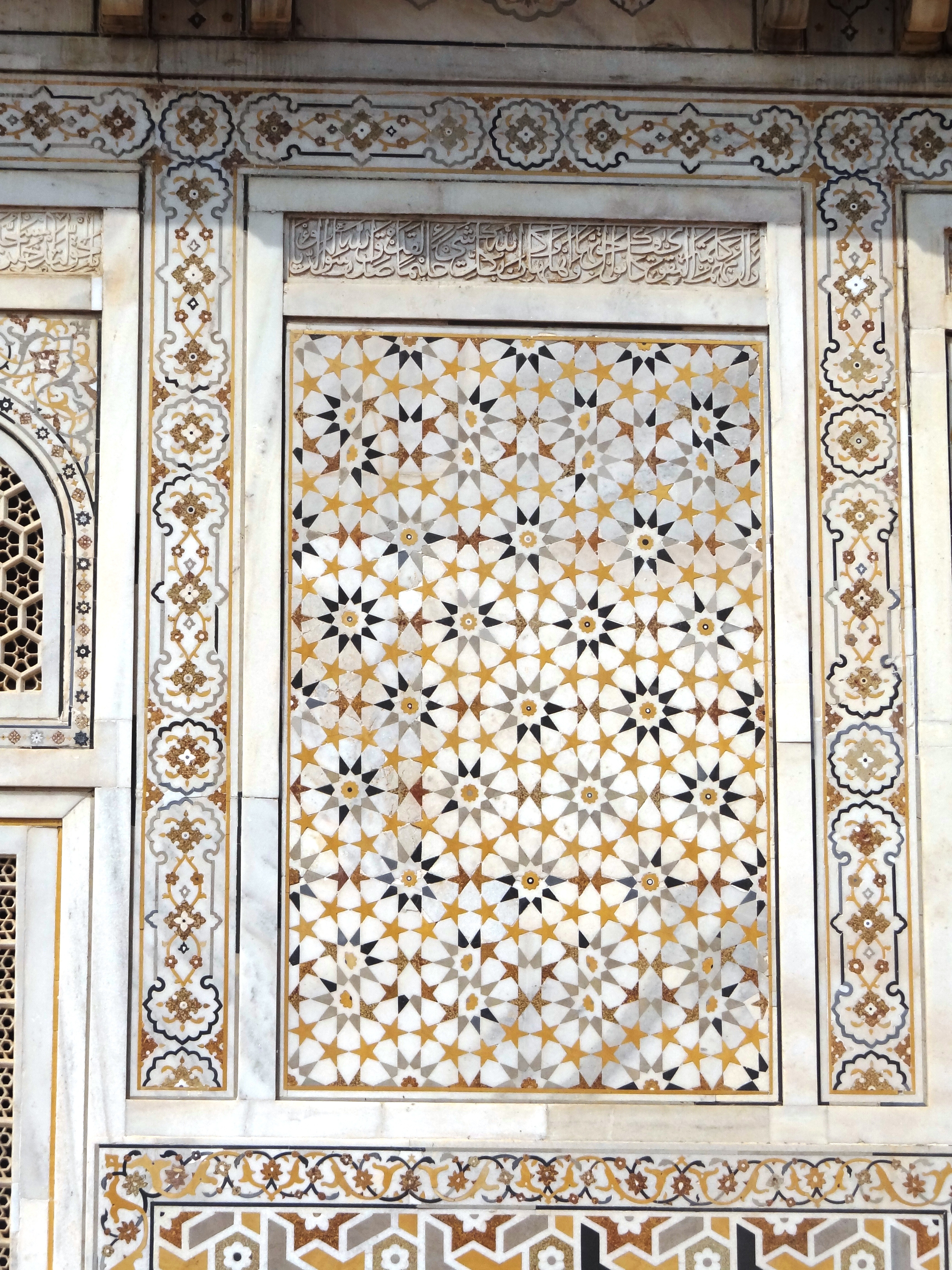
پانل طرح دار هندسی با ستاره‌های ۱۰ نقطه ای
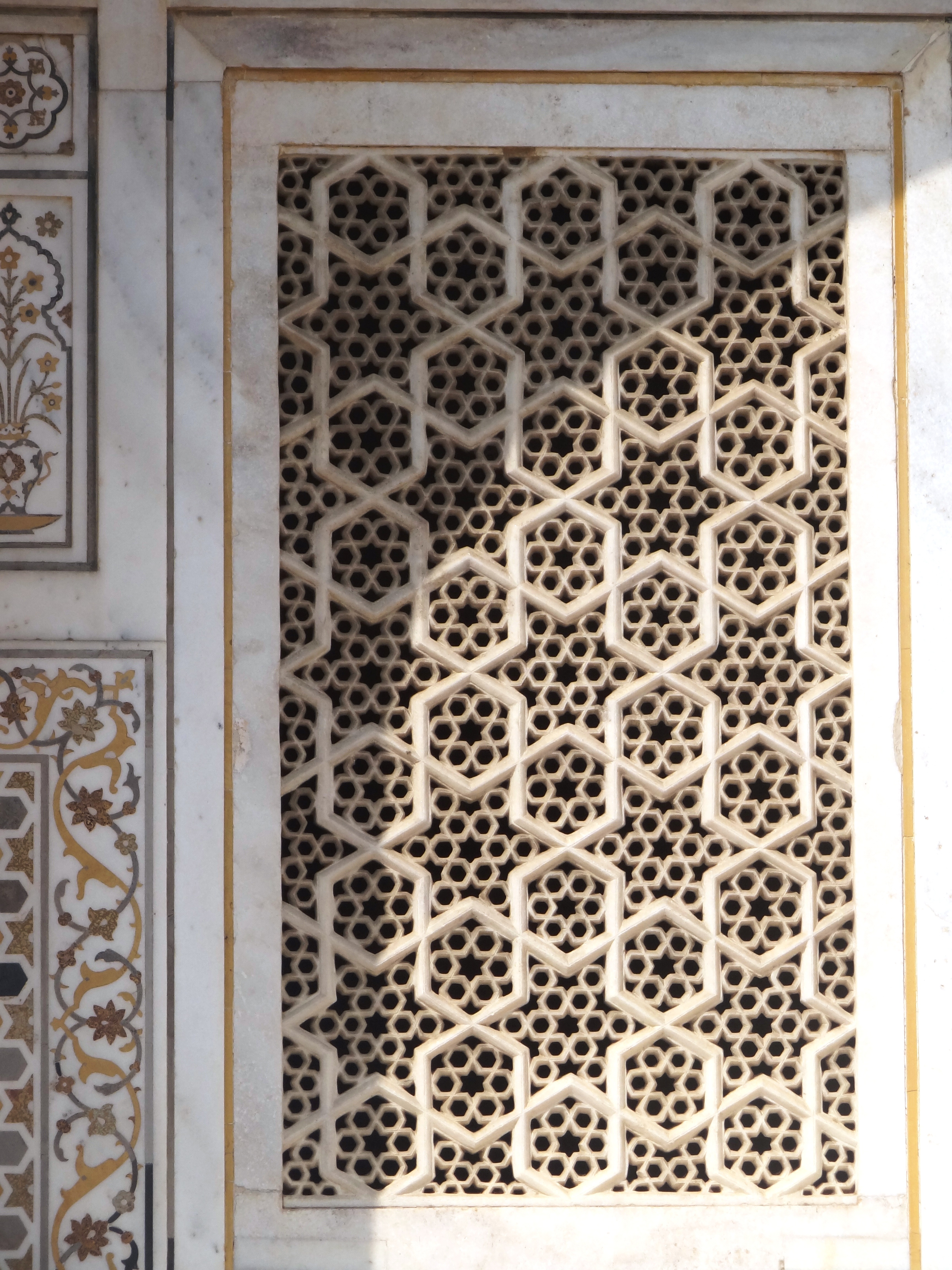
پرده سنگ سوراخ شده شباک
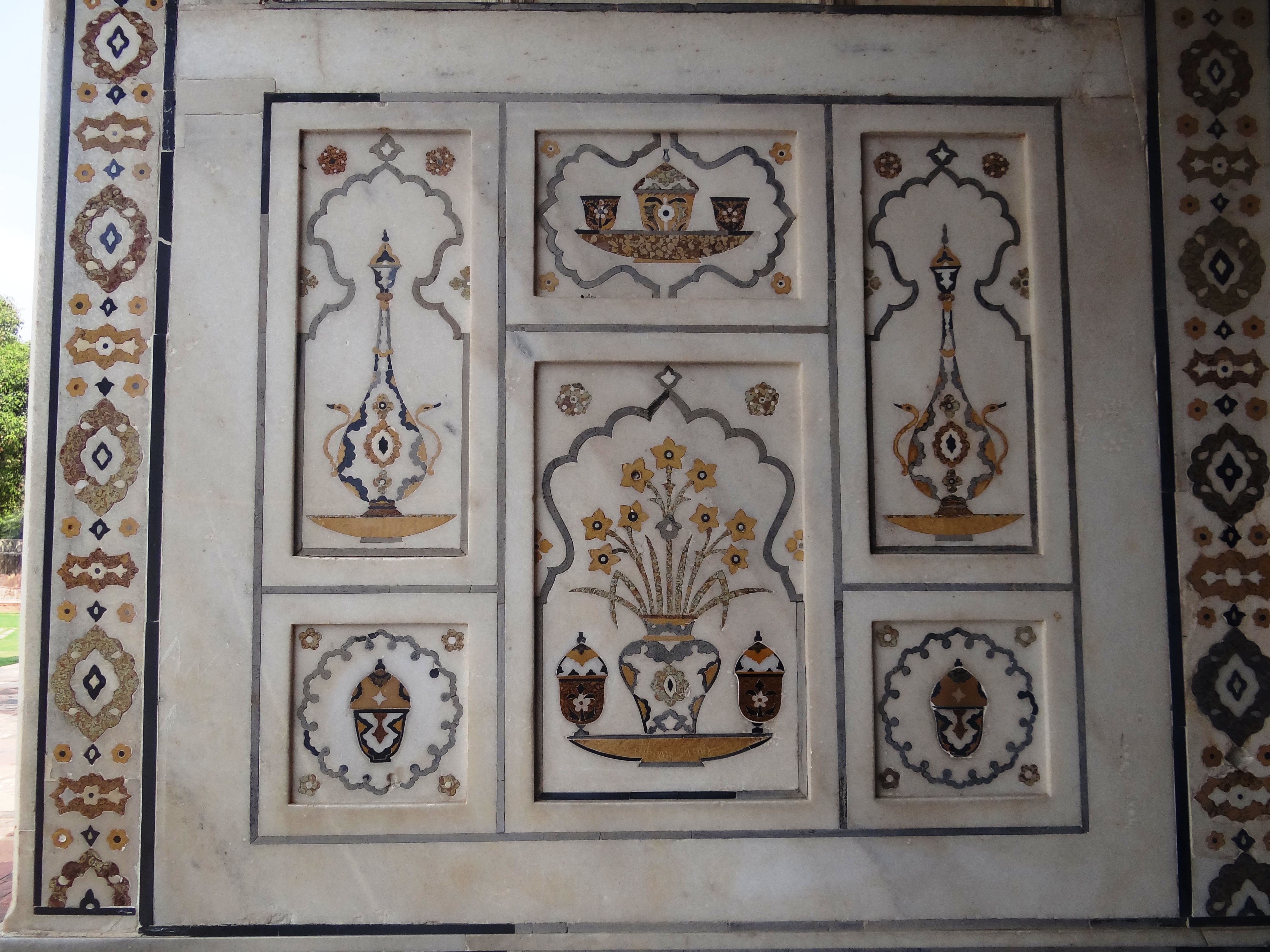
پرچین‌کاری گلدان‌های پیترا دورا در دیوار مرمری با حاشیه گل هندسی
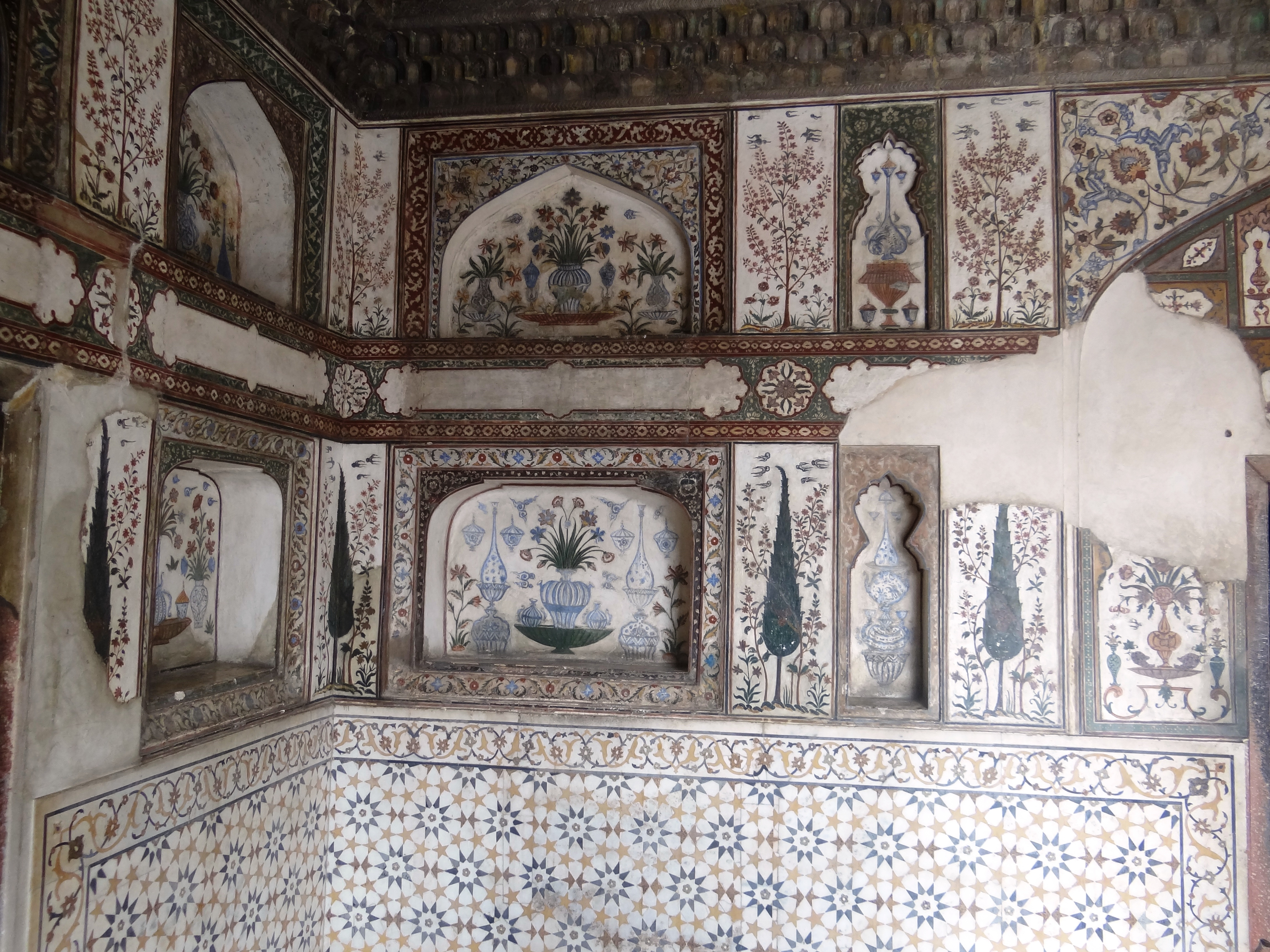
دکوراسیون داخلی با گلدان، نقوش گیاهی و هندسی
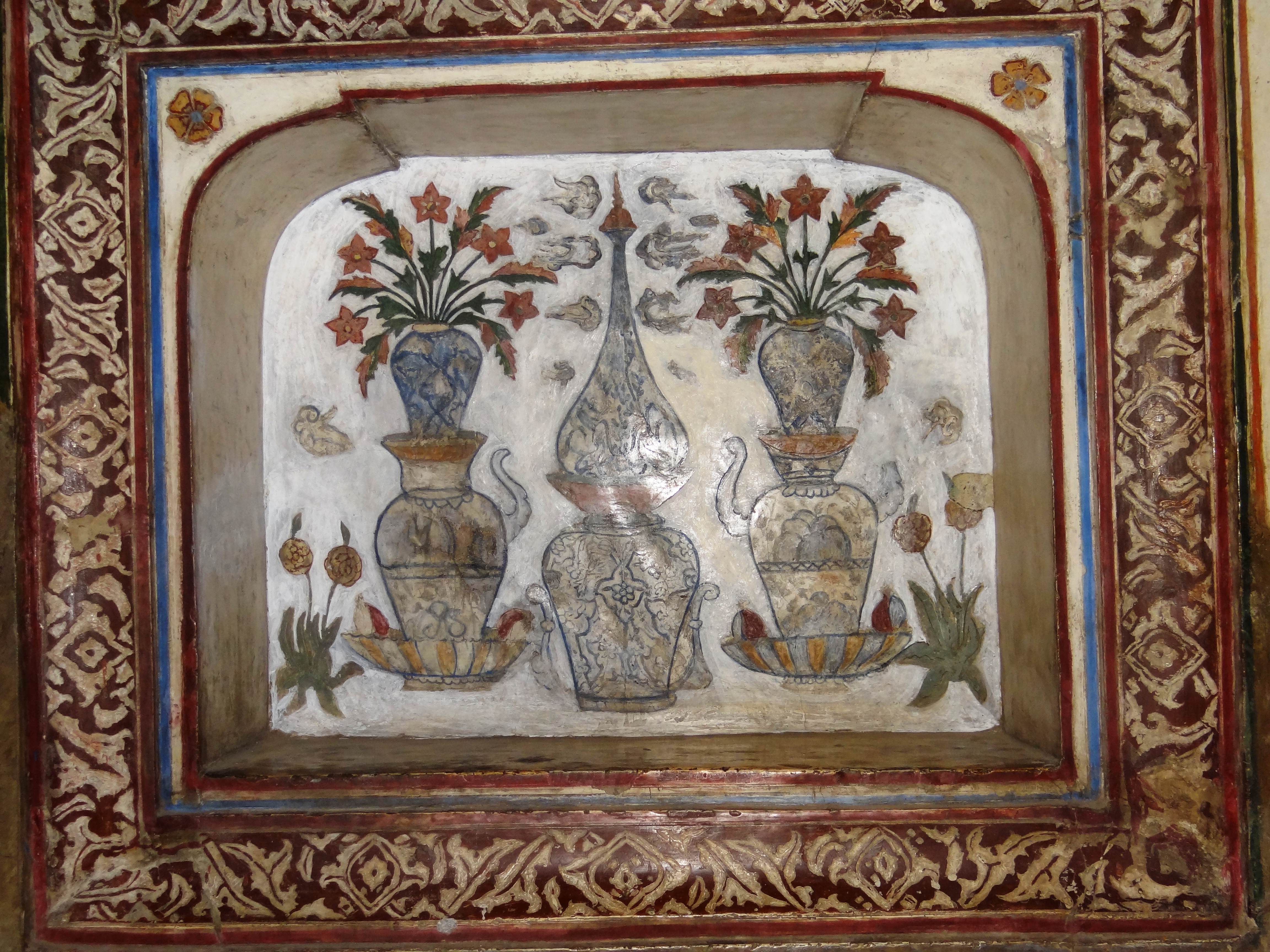
پیترا دورا (پرچین‌کاری) روی دیوار داخلی مقبره
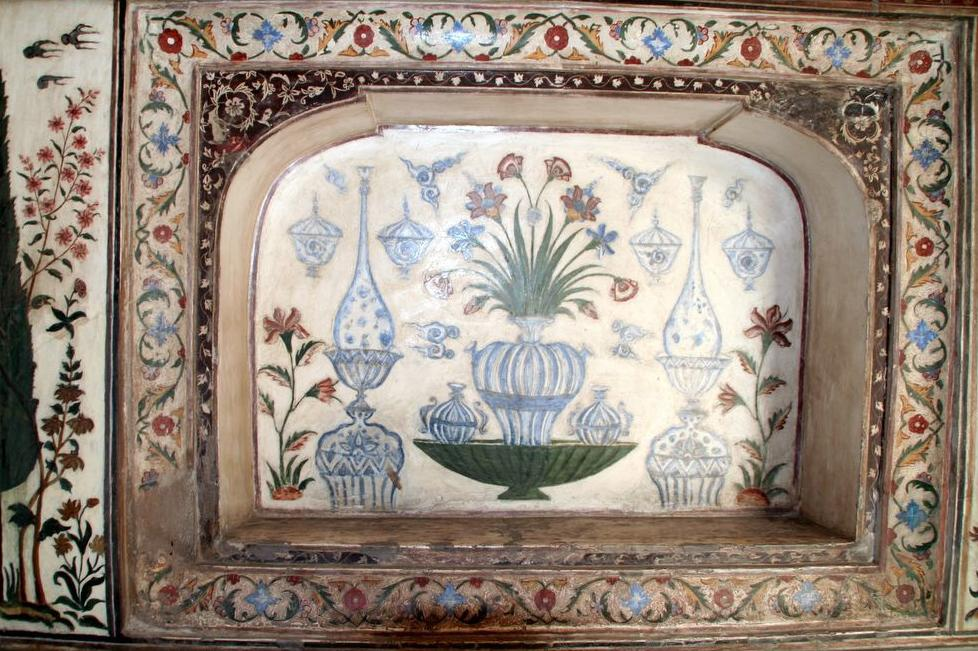
پیترا دورا (پرچین‌کاری) روی دیوار داخلی مقبره
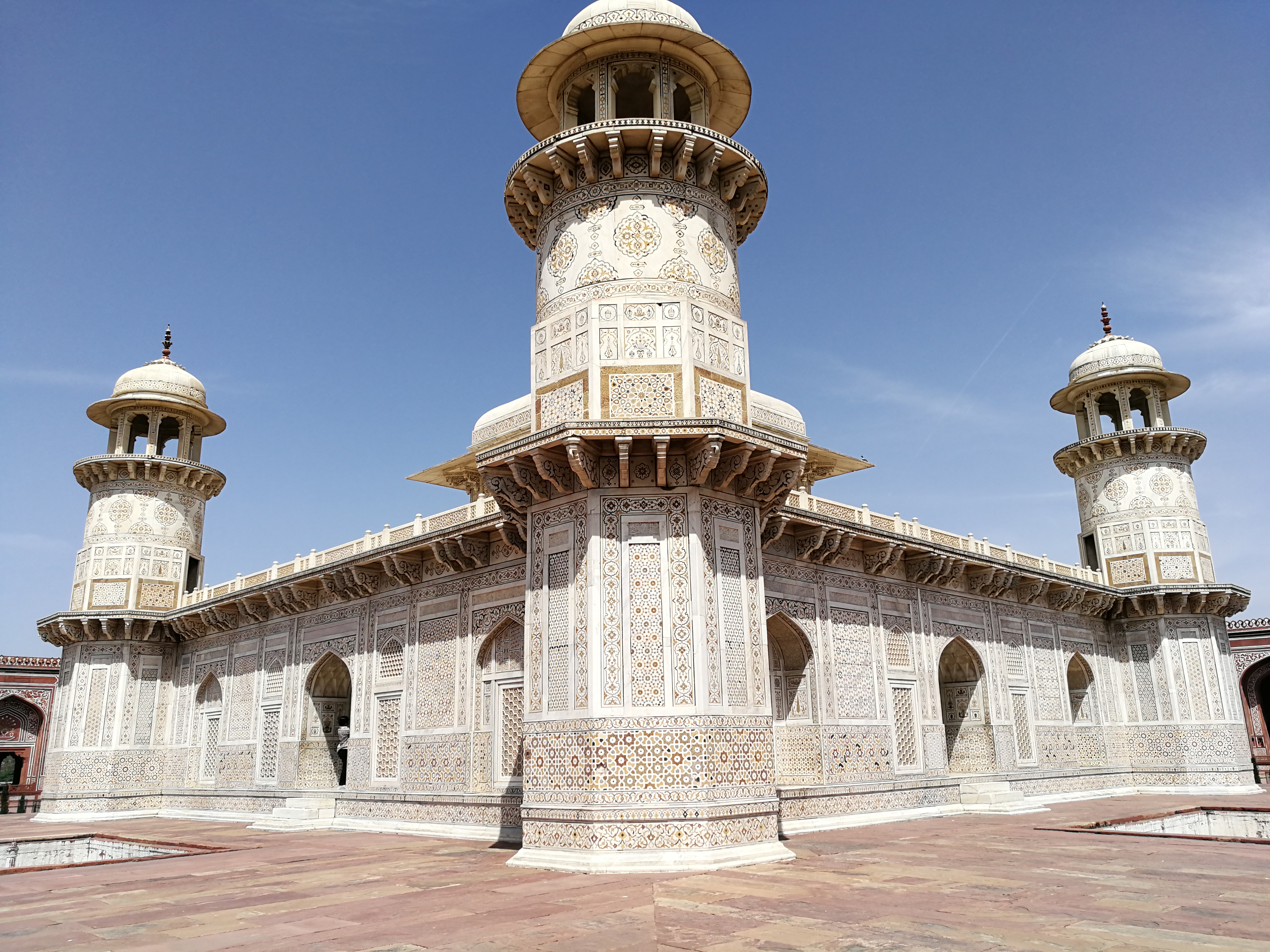
نمای گوشه (زیر نور مستقیم خورشید)